# Макіївський завод шахтної автоматики
Макіївський завод шахтної автоматики, ВАТ — напрям діяльності: апаратура зв'язку, сигналізації і управління вибійними машинами — АССУ; датчики положення магнітогерконові типу ДПМГ 2У; апаратура контролю скребковими конвеєрами — АКСК, джерела живлення, апаратура управління комбайнами ГШ-68Б;КШЕ;РКУ10;РКУ-13; К-103, апаратура управління зв'язку сигналізації КУЗ, УМК, ПС-КУ, апарати плавного пуску, пускачі АПМ; УКТВ. 
Кількість працівників на 2014 р. — бл. 300 осіб. З поч. бойових дій
на Сх. України у квітні—травні 2014 М. з. ш. а. перейшов під контроль бойовиків т. зв. Донец.
нар. респ. 